# Malu Jimenez
Malu Jimenez (São Paulo, 1971) é uma filósofa brasileira conhecida pelo seu ativismo contra a gordofobia. Criou o projeto Lute Como Uma Gorda, fundou o Grupo de Estudos Transdisciplinares do Corpo Gordo no Brasil, Pesquisa Gorda. Malu combina filosofia e arte com ciência para questionar normas sociais e propor visões decoloniais sobre corporalidades.

## Percurso
Maria Luisa Jimenez Jimenez, conhecida como Malu Jimenez, nasceu em 1971 na cidade de São Paulo.
É filha de espanhóis da Andaluzia que imigraram para o Brasil na década de 60 e que se radicaram no bairro Butantã de São Paulo. Na década de 80, mudam-se para o Rio de Janeiro e ela fica alguns anos sem estudar. Volta para São Paulo com 17 anos, volta a estudar e começa a trabalhar.
Aos 23 entra na universidade e forma-se em filosofia no pólo da Universidade Estadual Paulista Júlio de Mesquita Filho em Marília no interior do estado de São Paulo, em 1998.
Recebe um convite para ir morar para Espanha e vai estudar na Universidade de Granada onde acaba por fazer o doutoramento em Antropologia Cultural.
Segue-se a Universidade Federal de Mato Grosso – UFMT onde faz o mestrado Estudos de Cultura Contemporânea. Apresenta a tese Domésticas: Cotidianos na Comensalidade, sobre o comportamento diário e a relação entre as empregadas domésticas e as patroas. É com ela premiada pela editora Letramento que a publica em livro.
Escreveu a tese Lute como uma gorda: gordofobia, resistências e ativismos, onde abordou a partir da auto-análise (autoetnografia) questões como o feminismo, cultura e corpos obesos. A partir daqui, cria em 2016 o projecto Lute Como Uma Gorda e funda o Grupo de Estudos Transdisciplinares do Corpo Gordo no Brasil, através dos quais procura estudar, alertar e consciencializar para o preconceito e o estigma social associado a quem tem um corpo gordo.

## Obra
2018 - Domésticas: cotidianos na comensalidade, editora Letramento, ISBN-13: 978-8595300842
2020 - Lute como uma gorda, editado por Casa Philos, ISBN: 9788531614422

## Ligações Externas
- LUTE COMO UMA GORDA - literatura e gordofobia com Malu Jimenez

- Pautas Invisíveis - Bissexualidade e Gordofobia: Cláudia Reis conversa com Malu Jimenez

- Filósofas na Rede - Gordofobia na quarentena